# Liu Xihong
Liu Xihong (* in Guangdong; † unbekannt) war der erste Gesandte des chinesischen Kaiserreiches im Deutschen Reich.
Liu Xihong war Gerichtsbeamter in Guangdong (China) und hatte an den Opiumkriegen teilgenommen. Zunächst wurde er 1876 als Attaché dem chinesischen Gesandten in Großbritannien (Guo Songtao) zur Seite gestellt. Seine Aufgabe war unter anderem, die teilweise regimekritische Haltung von Guo Songtao zu überwachen. Ende 1877 wird Liu Xihong als erster Gesandter nach Berlin entsandt, jedoch nach neun Monaten bereits wieder abberufen.